# Celestron
Celestron – компанія, яка виробляє телескопи та розповсюджує телескопи, біноклі, зорові труби, мікроскопи та аксесуари, виготовлені її материнською компанією Synta.

## Історія
Попередником Celestron була Valor Electronics, компанія з виробництва електроніки та військових компонентів, заснована в 1955 році Томом Джонсоном. Джонсон зайнявся телескопами, коли побудував 6-дюймовий рефлектор для своїх двох синів. У 1960 році Джонсон заснував Astro-Optical, підрозділ Valor, який пізніше перетворився на Celestron.
У 1964 році Джонсон заснував "Celestron Pacific" як підрозділ Valor Electronics, що пропонував телескопи Шмідта-Кассегрена від 4 до 2 дюймів (10-55 см). У 1970 році Celestron представив свій телескоп C8 з діаметром 8 дюймів (20,32 см) і фокусною відстанню 203,2 м, перший з нової лінійки телескопів Шмідта-Кассегрена, розроблених Celestron для виробництва у великому обсязі та з низькою ціною. Ці моделі досягли значної популярності серед астрономів-аматорів та освітян.
Джонсон, засновник компанії, продав Celestron у 1980 році. Celestron був придбаний компанією Tasco у 1997 році та майже припинив свою діяльність, коли у 2001 році припинила діяльність Tasco.
На початку 2002 року конкурент Celestron, Meade Instruments, спробував поглинути компанію, але суд у справах про банкрутство дозволив продати компанію її початковим власникам. Компанія належала США до квітня 2005 року, коли її придбала SW Technology Corporation, компанія зі штату Делавер і дочірня компанія Synta. Synta є виробником астрономічного обладнання й компонентів і на той час була постачальником Celestron протягом понад 15 років.
13 березня 2012 року засновник Celestron Том Джонсон помер у віці 89 років.

## Телескопи

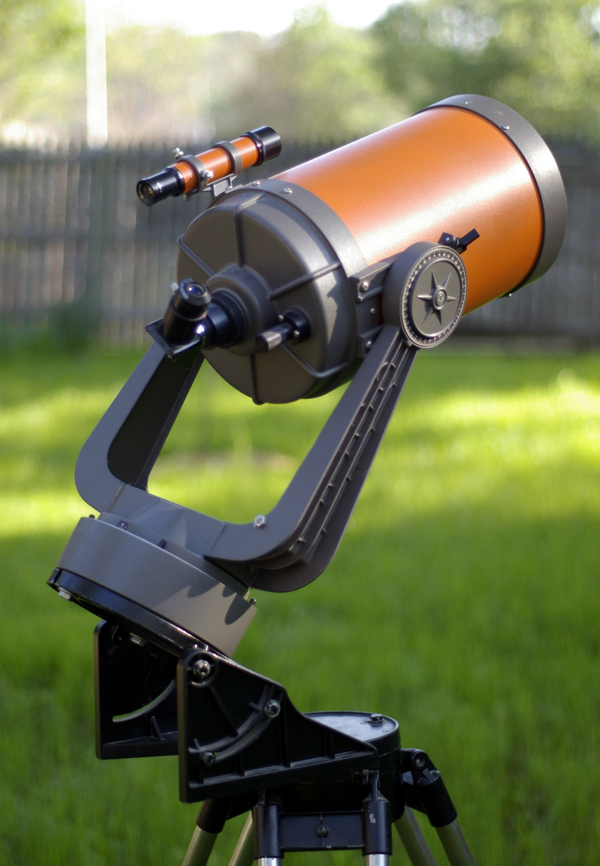
C8, телескоп Celestron 1970-х років

Celestron був першим масовим комерційним виробником телескопів Шмідта-Кассегрена. Його телескоп C8 діаметром 8 дюймів був представлений у 1970 році. Основним нововведенням, розробленим Celestron й особисто його засновником Томом Джонсоном, був метод виготовлення коректорних пластин за допомогою вакуумного втягування скляних заготовок у попередньо сформовану вигнуту форму під час процес полірування. Це дозволило здійснити недороге масове виробництво коректорних пластин однакової форми. Лінійка телескопів мала подвійну вилкову екваторіальну установку та фірмову матову помаранчеву трубу, замінену на глянсову чорну в 1980 році та pyjde на напівглянсову помаранчеву в 2006 році.
Серед інших лінійок телескопів – CGE, CGEM, CPC, NexStar, Omni, Onyx, AstroMaster, Ambassador, TravelScope та PowerSeeker. Вони варіюються від великих комп’ютеризованих рефлекторів із GPS до звичайних оглядових телескопів із рефракторами з латунних труб на дерев’яних кріпленнях.
Продукти Celestron (станом на 2010 рік) включають:
- Телескопи Шмідта-Кассегрена з апертурами 5, 6, 8, 9,25, 11 і 14 дюймів на німецьких екваторіальних монтуваннях (усі) або вилкових монтуваннях (C8, C9.25, C11) з технологією GoTo (телескопи)[en]
- Модифіковані телескопи Шмідта-Кассегрена з апертурами 8, 9,25, 11 і 14 дюймів із вдосконаленою оптичною конструкцією EdgeHD
- Шмідтівські рефрактори Рова-Аткінсона з апертурами 8, 11 дюймів і 36 см[11]
- Рефрактори з апертурами від 2,4 до 6 дюймів (25 см)
- Традиційні рефлектори з апертурами від 6 до 10 дюймів (25 см) телескопи на німецьких екваторіальних монтуваннях
- SkyScout[en] – "персональний планетарій" для пошуку об'єктів на небі
- Цифрові, біологічні та стерео-мікроскопи
- Біноклі та зорові труби
- Різні кріплення
- Багато різних типів окулярів

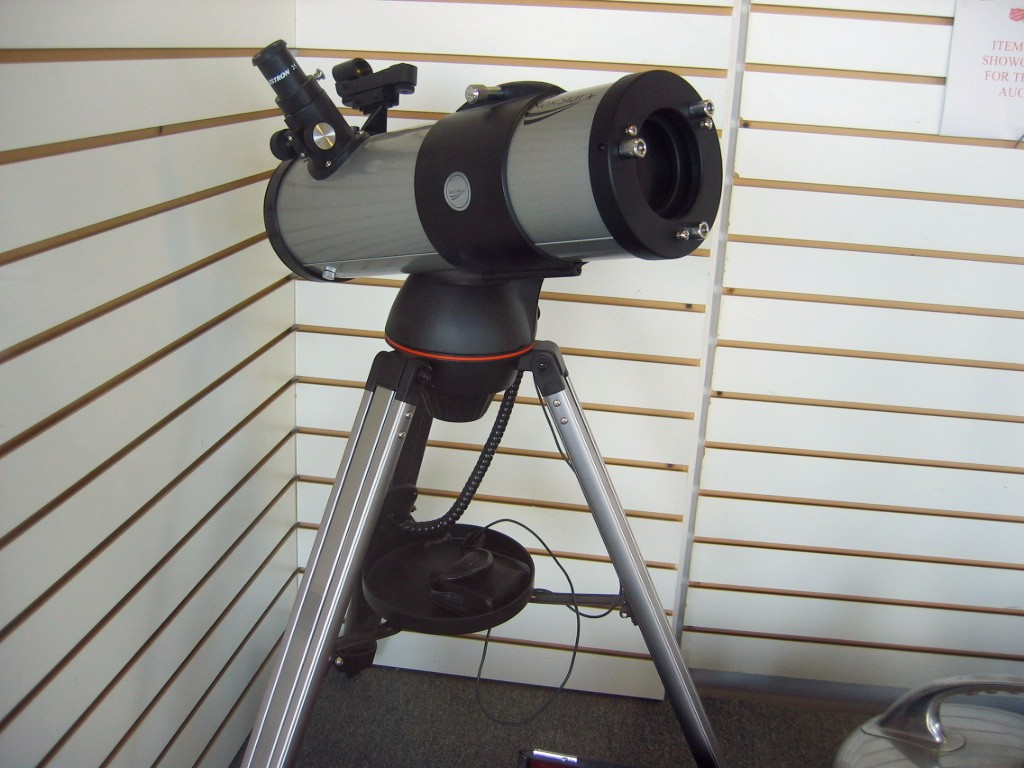
Телескоп Celestron NexStar 114
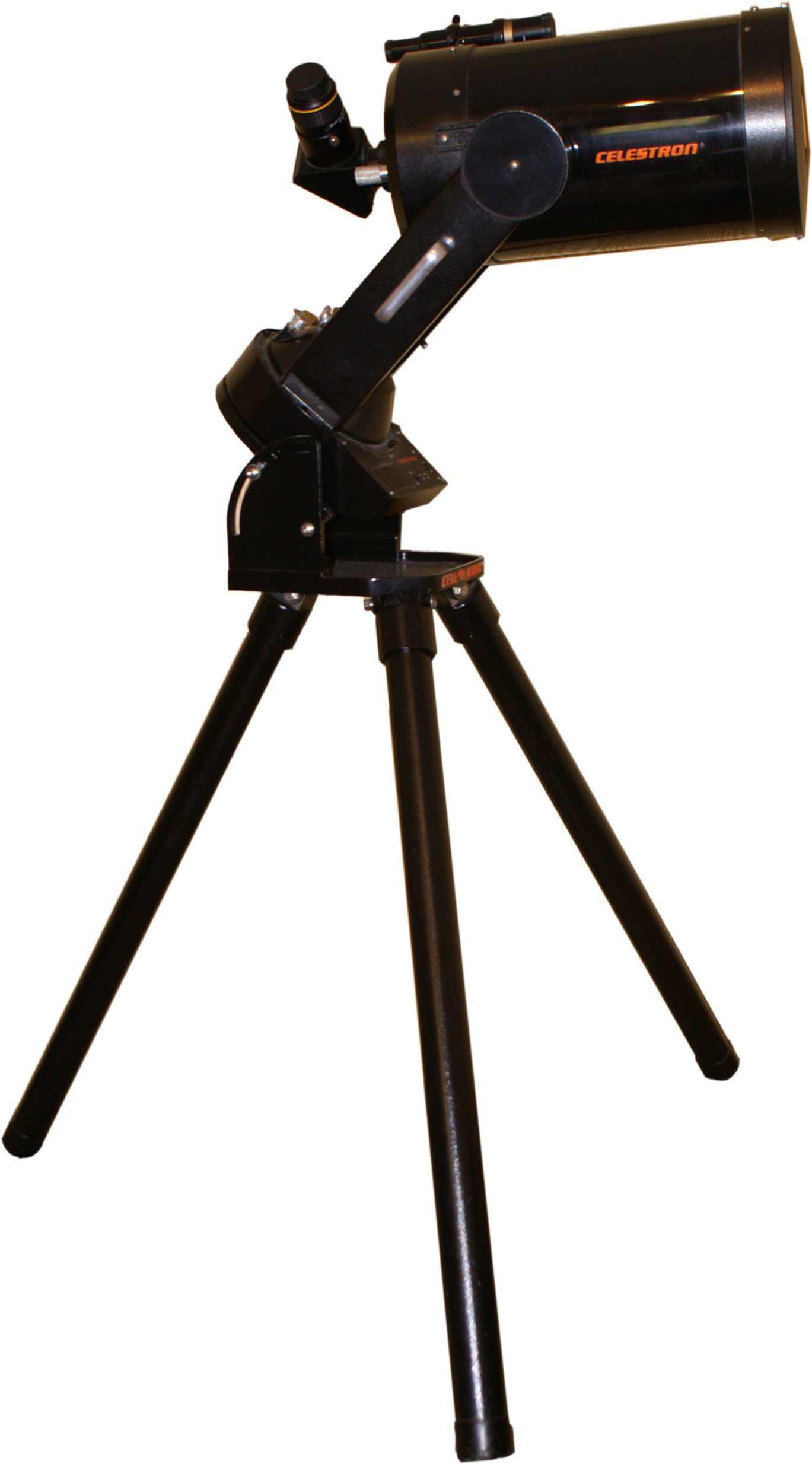
Телескоп Celestron C8
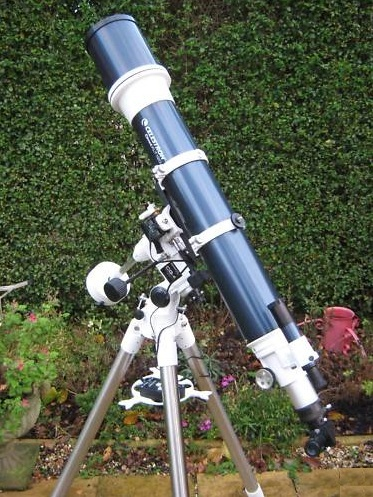
Ахроматичний рефрактор Omni XLT120
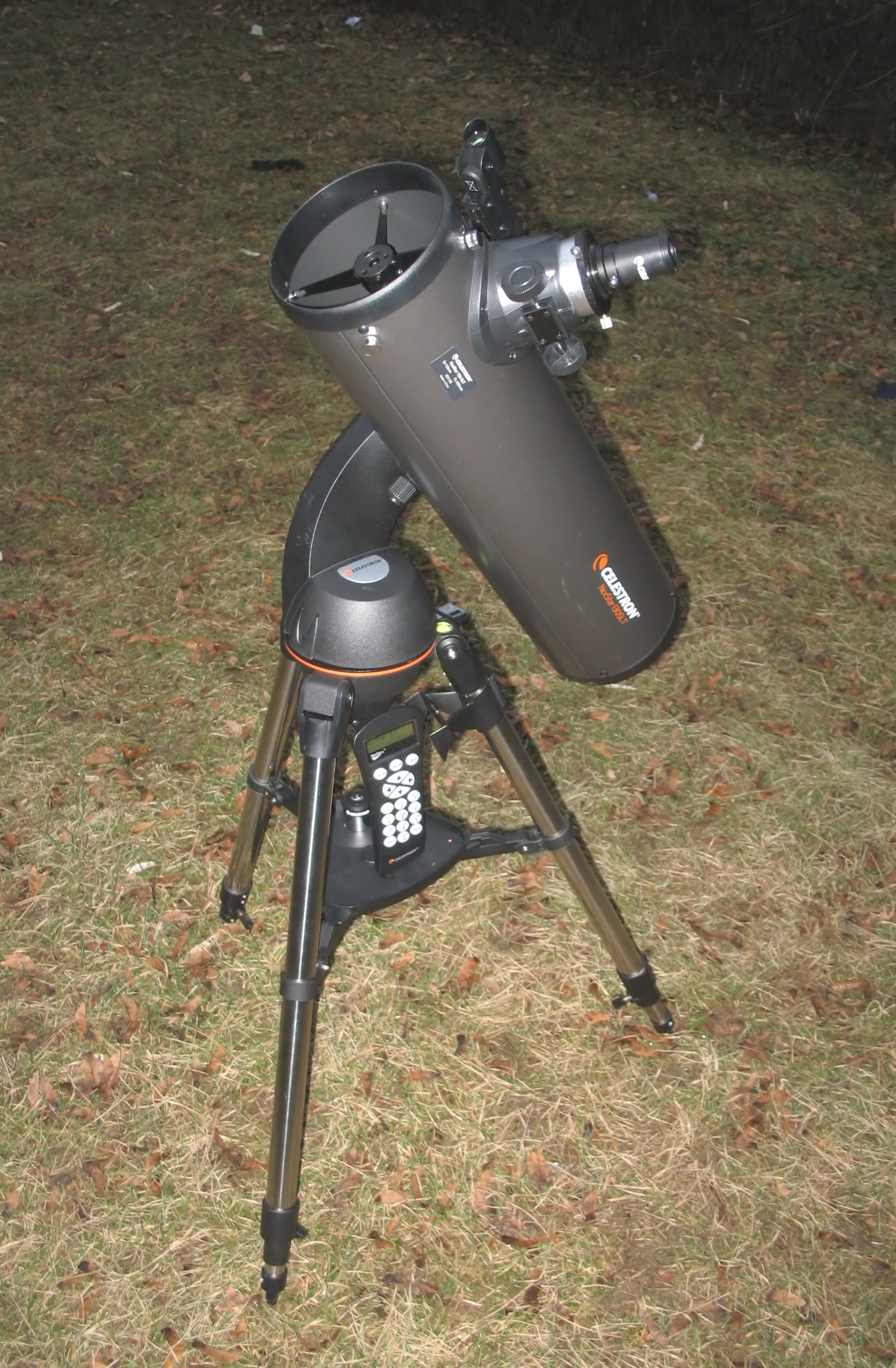
Телескоп Celestron NexStar 130SLT з технологією Goto
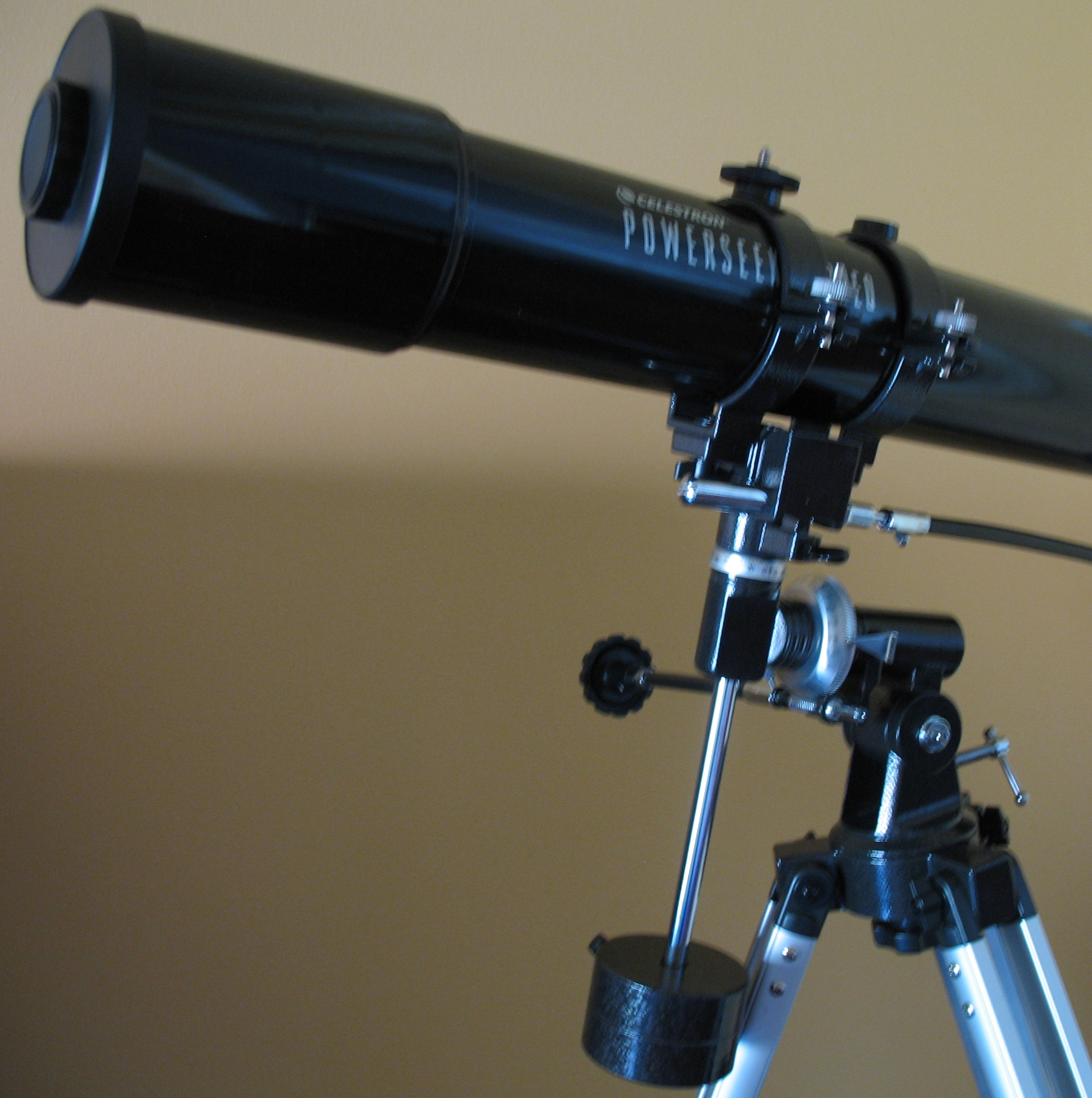
Celestron Powerseeker, модель 80EQ
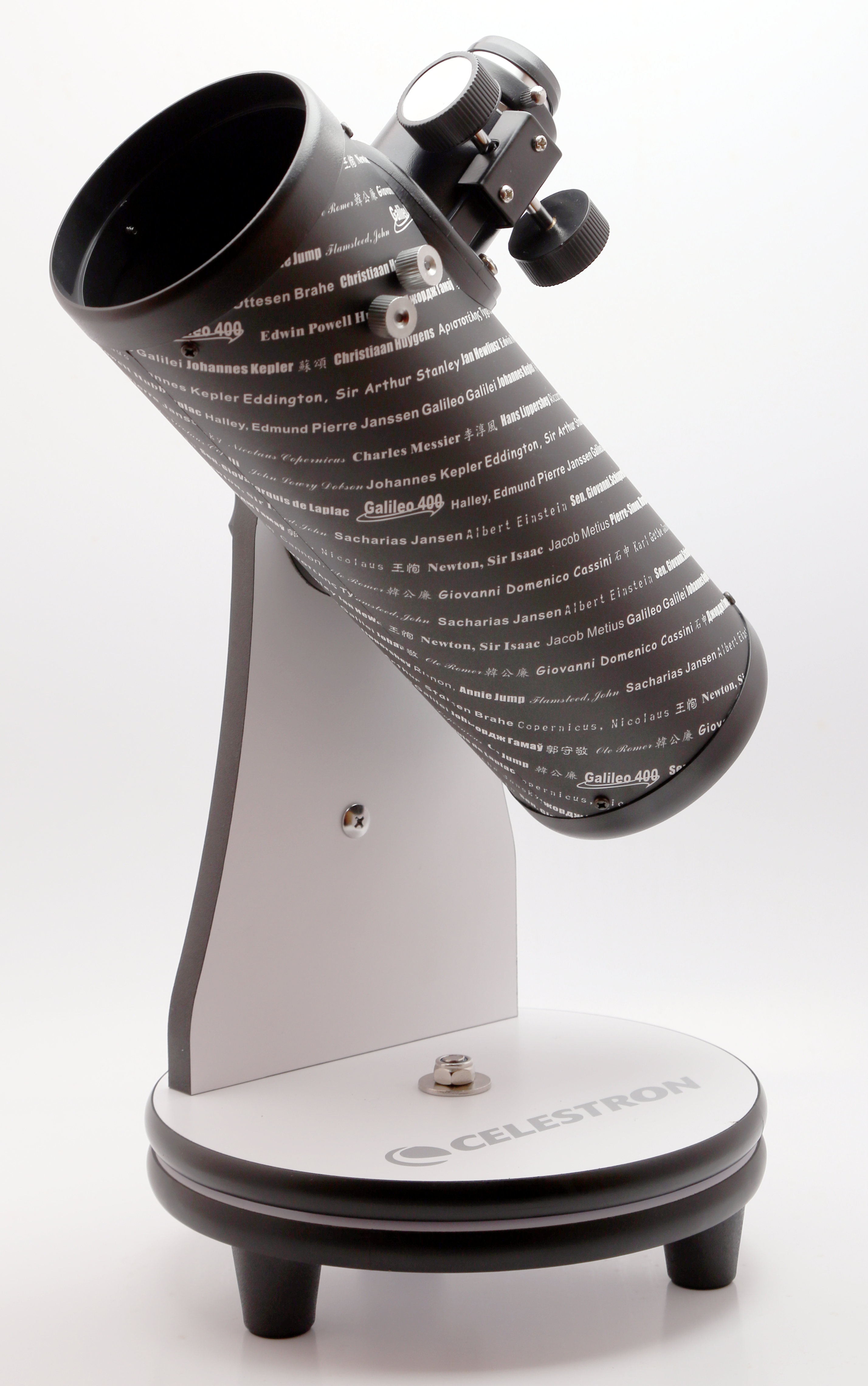
FirstScope 76, настільний добсонівський телескоп
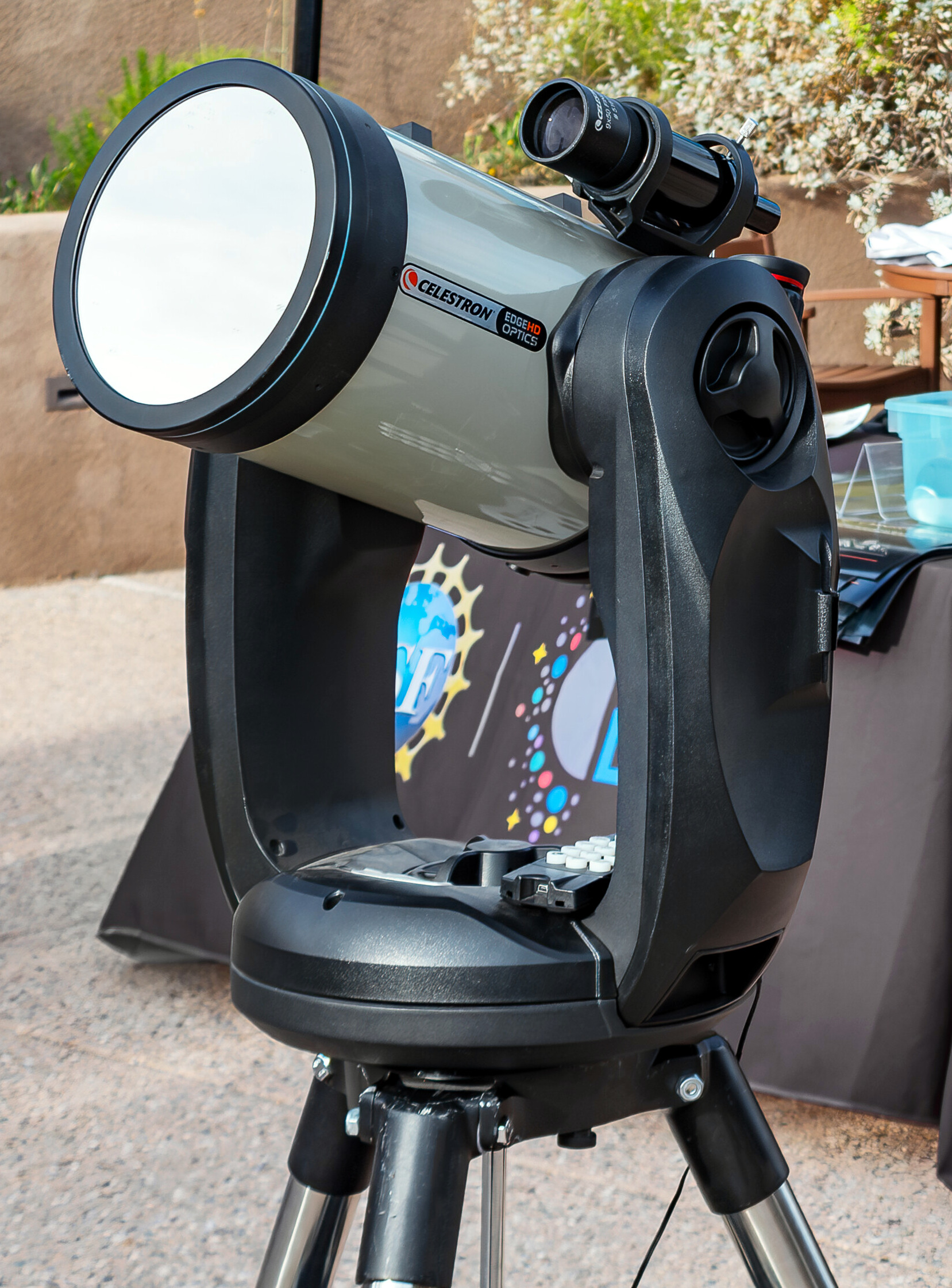
Celestron EdgeHD з сонячним фільтром

Телескопи Celestron використовують технологію GoTo, яка дозволяє автоматично націлюються на будь-який небесний об’єкт. Більшість комп’ютеризованих моделей можна під’єднати до зовнішнього комп’ютера за допомогою кабелю RS-232, що дозволяє керувати ними за допомогою астрономічної програми стороннього виробника або під’єднуватися до ПЗЗ-приймача. GPS-приймачі використовують для точного визначення розташування й часу, необхідних для технології GoTo.

## Конкуренція з Meade
З моменту заснування в 1972 році Meade Instruments була одним із головних конкурентів Celestron. Конструкція, розміри та ціни лінійок продуктів та моделей двох компаній часто були відповіддю на їхню конкуренцію між собою. Між двома компаніями відбувались судові процеси про порушення патентів, зокрема стосовно технології GoTo. У вересні 2013 року Sunny Optics Inc, підрозділ китайської фірми Ningbo Sunny Electronic Co Ltd, завершила придбання всього акціонерного капіталу Meade. Пізніше Meade оголосила про банкрутство, була куплена Orion Telescopes & Binoculars і стала американською компанією, розташованою у Ватсонвіллі, штат Каліфорнія.